# Kajakarstwo na Igrzyskach Śródziemnomorskich 2013
Kajakarstwo na Igrzyskach Śródziemnomorskich 2013 odbywało się w dniach 27–29 czerwca 2013 roku. Zawodnicy obojga płci rywalizowali łącznie w sześciu konkurencjach.

## Podsumowanie

### Klasyfikacja medalowa
| Klasyfikacja medalowa | Klasyfikacja medalowa | Klasyfikacja medalowa | Klasyfikacja medalowa | Klasyfikacja medalowa | Klasyfikacja medalowa |
| Miejsce               | państwo               | Złoto                 | Srebro                | Brąz                  | Razem                 |
| --------------------- | --------------------- | --------------------- | --------------------- | --------------------- | --------------------- |
| 1                     | Słowenia              | 2                     | 1                     | 0                     | 3                     |
| 2                     | Hiszpania             | 2                     | 0                     | 2                     | 4                     |
| 3                     | Włochy                | 1                     | 4                     | 1                     | 6                     |
| 4                     | Serbia                | 1                     | 1                     | 2                     | 4                     |
| 5                     | Turcja                | 0                     | 0                     | 1                     | 1                     |
| Razem                 | Razem                 | 6                     | 6                     | 6                     | 18                    |

### Medaliści
| Konkurencja | 1. miejsce                                  | 2. miejsce                                 | 3. miejsce                                       |           |           |           |
| Mężczyźni   | Mężczyźni                                   | Mężczyźni                                  | Mężczyźni                                        | Mężczyźni | Mężczyźni | Mężczyźni |
| ----------- | ------------------------------------------- | ------------------------------------------ | ------------------------------------------------ | --------- | --------- | --------- |
| K-1 200 m   | Serbia · Marko Dragosavljević               | Włochy · Manfredi Rizza                    | Hiszpania · Saúl Craviotto                       |           |           |           |
| K-1 1000 m  | Hiszpania · Francisco Cubelos               | Słowenia · Jošt Zakrajšek                  | Włochy · Mauro Crenna                            |           |           |           |
| K-2 200 m   | Hiszpania · Saúl Craviotto · Carlos Pérez   | Włochy · Mauro Crenna · Mauro Pra Floriani | Turcja · Çağrıbey Yıldırım · Serhat Kadir Yılmaz |           |           |           |
| K-2 1000 m  | Włochy · Albino Battelli · Nicola Ripamonti | Serbia · Ervin Holpert · Dejan Terzić      | Hiszpania · Diego Cosgaya · Emilio Llamedo       |           |           |           |
| Kobiety     |                                             |                                            |                                                  |           |           |           |
| K-1 200 m   | Słowenia · Špela Ponomarenko                | Włochy · Norma Murabito                    | Serbia · Milica Starović                         |           |           |           |
| K-1 500 m   | Słowenia · Špela Ponomarenko                | Włochy · Sofia Magala Campana              | Serbia · Antonija Nađ                            |           |           |           |